# Ошейниковая настоящая котинга
Ошейниковая настоящая котинга (лат. Cotinga cayana) — вид птиц рода настоящих котинг семейства котинговых. Подвидов не выделяют. Обитает в тропическом лесу Амазонки. 
Из-за яркой окраски коренные народы охотились на блестящую настоящую котингу ради перьев, а также ради пищи. Перья некоторых видов (в том числе перья этого вида) используются для изготовления рыболовных мушек и приманок. Красота этих птиц привлекает орнитологов со всего мира, и таким образом вносит вклад в туристическую экономику.

## Поведение
Как и другие представители котинг, этот вид является плодоядным, но также было зарегистрировано его питание насекомыми. Они встречаются в верхнем пологе тропического леса. Самцы часто садятся на мёртвые деревья высоко над лесной подстилкой. Настоящая блестящая котинга и другие представители этого рода не поют и не издают звуки, хотя было слышно что они «свистят» крыльями при полёте. 

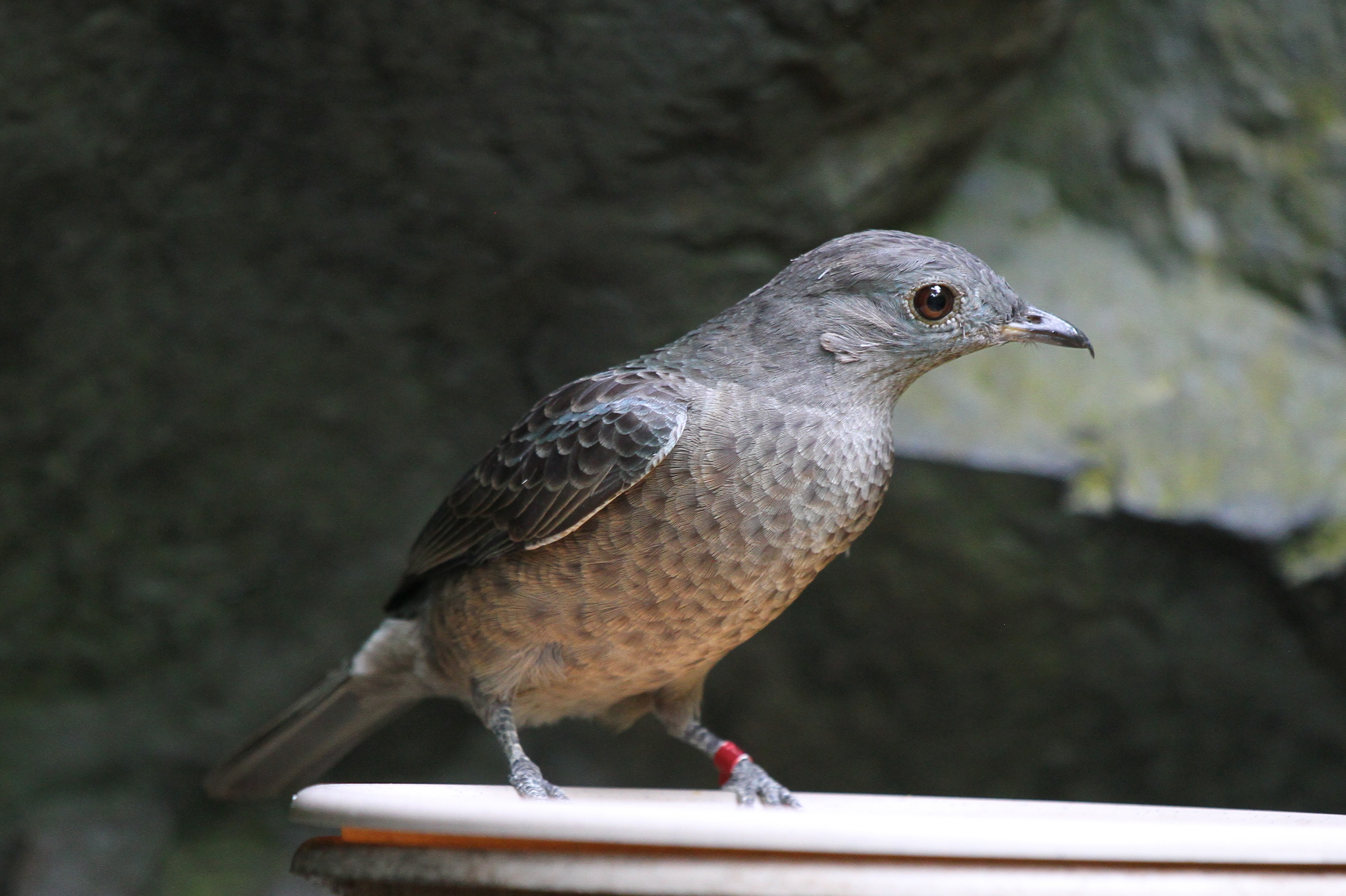
Самка в зоопарке Цинциннати

## Описание
Ярко выражен половой диморфизм: самец ярко-бирюзово-голубого цвета с большим винно-красным горлом и чёрными крыльями, хвостом и спиной. Самка в целом тусклая коричневато-серая с более тёмными крыльями и со слабой пятнистостью снизу.